# A Garfield-show
A Garfield-show (eredet cím: The Garfield Show vagy Garfield et Cie) 2008-ban indult amerikai–francia televíziós 3D-s számítógépes animációs sorozat, amelyet a Dargaud Media és a Paws, Inc. készített. Műfaja filmvígjáték-sorozat.
Franciaországban 2008. december 22-étől 2015. május 1-ig vetítették, Amerikában 2009. november 2-tól 2016. október 24-ig, Magyarországon 2011. december 12-étől 2015. szeptember 26-ig sugározták.

## Ismertető
Garfield profi a véget nem érő lustálkodásban és az ízletes falatozásban. A Jon Arbuckle-lal és a csontfejű Ubul kutyával élő Garfield úgy képzeli, hogy a világ körülötte és az ő kényelme körül forog.

## Szereplők
A szereplők lényegében ugyanazok, mint a Garfield és barátaiban.

### Főszereplők
- Garfield (Kerekes József) – A világ legemberibb macskája. Imádja a Vito-féle pizzát és a lasagne-át. Nagyon lusta, szeret aludni, tévét nézni és imádja kínozni a postásokat, főleg Herman-t.
- Odie / Ubul (Gregg Berger) – A kedves és egyben nyalogatós kutya. Garfield gyakran ki nem állhatja. Szereti, ha eldobják neki a botot.
- Jonathan "Jon" Arbuckle (Czvetkó Sándor) – Garfield és Ubul jólelkű, szerencsétlen gazdája. Illusztrátor egy képregénykiadónál. Valamikor zseniálisan, valamit pedig borzasztóan főz.
- Nermal (Pipó László) – A világ legbeképzeltebb és egyben legidegesítőbb kiscicája, macskaszépségversenyeket nyer.
- Heléna / Arlene – Garfield barátnője. Egy rózsaszínű, piros rúzsos lány macska, általában Garfield és ő udvarolnak egymásnak.
- Dr. Elizabeth "Liz" Wilson – Jon barátnője, Garfield és Ubul állatorvosa.
- Mici – Garfield játékmackója, akivel aludni is szeret.
- Cin-cin – Garfield egér haverja. Általában vele egyezkedik, ha valami baja van az egerekkel.

### Mellékszereplők
megjegyzés: a 4–5. évadban csak néhány szereplőnek más a hangja.
- Vito Cappeletti – Profi szakács, ő süti a legfinomabb olasz ételeket, ezért Garfield gyakran vendégeskedik a pizzériájában. Vito azonban néha meg akar szabadulni a macskától, sikertelenül.
- Eddie Gourmand – Híres, túlsúlyos ételkritikus. Az éttermekről való véleménye nagy hatással van a sikerükre. Garfield-hoz hasonlóan imádja Vito ételeit. Később befogadja Mrs. Görényt.
- Dr. Whipple – Visszatérő főgonosz, aki másoknak segítséget nyújt a magas haszon érdekében. Garfield gyakran tönkreteszi a terveit. Dr. Phil McGraw paródiája.
- Thaddeus Bonkers professzor – Őrült feltaláló, aki igazán intelligens és mégis bolond, mivel a találmányai/felfedezései gyakran katasztrófához vezetnek.
- Doki Bátyó/Kispajtás – Jon testvére, Jon gyakran hívja Kispajtásnak, amiért Doki Bátyó folyton dühös. Ebben a sorozatban nem Jon szüleivel él, hanem saját farmja van.
- Ivy néni – Vörös hajú, szemüveges, elhízott nő. Jon nénikéje, dolgoztat mindenkit és szereti ha kiszolgálják. Jon, Garfield és Ubul félnek tőle.
- Harry – Egy fekete macska, általában kaját keres. Garfield barátja, de valamikor ellenségeskedik vele.
- Drusilla és Minerva – Vörös hajú, szemüveges, rosszalkodós lányok, iker testvérek, Jon unokahúgai. Garfield és Ubul rettegnek tőlük, mivel mindig kínozzák őket lányos dolgaikkal.
- Herman – A körzeti postás, gyakran Jon-nak szállítja a levelet. Iszonyatosan fél Garfieldtól, mivel ő állandóan csapdát állít neki.
- Paddy – Egy ír manó, Garfield és Ubul barátja.
- Al, sintér – Egy nagydarab, ügyetlen sintér, akit a bénázása miatt gyakran kirúgnak.
- Pete, sintér – Egy másik sintér, aki néha Al munkatársa. Általában felbérlik, hogy fogja be Garfield-ot és Ubult.
- Mr. Cannell – A sintértelep igazgatója, Al és Pete főnöke, akiket gyakran kirúg.
- Gorgonzola tábornok – A gonosz űrlasagnák tábornoka.
- A Gonosz Űrlasagnák – Élő lasagnák, akik meg akarják hódítani a Földet, de rettegnek Garfield-tól.
- Herkules – Garfield-ék szomszédságában élő csivava.
- Gloria – Szőke hajú, fiatal nő, Doki Bátyó barátnője. Csomagszállítóként dolgozik.
- Mr. Barker – Jon főnöke a képregénykiadó cégnél. Kedves, de gyakran igényes ember.
- Mr. Allwork / Anthony Allwork – Ügyvéd és üzletember, aki visszatérő főgonosz. Általában megoldást keres rá, hogy gazdagabb legyen.
- Jack Allwork – Mr. Allwork fia, kedves és gondoskodó.
- Esmeralda Brubaker – Múzeumi kurátor, aki mindig a tudományt helyezi előtérbe.
- Neferkitty / Noferkitty / Pamacska – Kék színű lánymacska, a száműzött egyiptomi macskák főpapnője. Garfield átcsalogatta a saját világába, ahol Liz unokahúga, Heather befogadta és Pamacskának nevezte el.
- Heather – Barna hajú, fekete szemű lány, Liz unokahúga, szereti ölelgetni Neferkitty-t / Pamacskát.
- Bruno – Barna, duci macska, aki Garfield-ék utcájában lakik. Nagyon agresszív.
- Myron – Vézna utcai macska, Harry jó barátja.
- Lucky – Alacsony utcai macska, szintén Harry barátja. Később befogadja egy erdőben élő, vak ember.
- Mrs. Görény – Egy szupergyors vadászgörény, annyit eszik, mint Garfield. Garfield-ot irritálja, hogy Mrs. Görény mindent felfal. Később Eddie Gourmand befogadja őt.
- Rottweiler – Egy kutya, aki nem szereti Garfield-ot, mert rossz megjegyzéseket tesz a kutyákról.
- Dobermann – Egy fekete dobermann kutya, aki szintén nem szereti Garfield-ot, gyakran látni Rottweilerrel.
- Mókusok – Mókusok, akik Jon-ék kertjében lévő fa odújában élnek. Először Ubul kergette őket, de később barátok lettek.
- Trixie – Egy szürke lány macska, úgy néz ki, mint Mindy.
- Mrs. Arbuckle – Jon és Doki Bátyó anyja, Mr. Arbuckle felesége.
- Mr. Arbuckle – Jon és Doki Bátyó apja, Mrs. Arbuckle férje.
- Fióka kékmadarak – Garfield vigyázott rájuk, miközben az anyjuk egy garázsban ragadt, mert Harry kergette őt.
- Anya kékmadár – A fiókák anyja, aki nem tudott hazajönni.
- Humphrey – Garfield-ék házában élő egyik egér, Cin-cin egyik barátja.
- Biff – Izmos egér, aki gyerekkorában Cin-cin, akkor még vézna osztálytársa volt. Életeleme az edzés.
- Emily – Egy lány egér, Biff barátnője.
- Nathan – Garfield-ék egyik szemközti szomszédja, egy tizenéves, pimasz fiú, gonosz tudósgyerek. Mindig feltalál valami káros szerkezetet, amit általában Garfield-on vagy Ubulon próbál ki.
- Nimbus – Egy kicsi, zöld űrlény. Garfield és Ubul barátja. Néha eljön a Földre.
- Mrs. Cauldron – Egy furcsa öregasszony, szintén Garfield-ék szomszédja. Valójában boszorkány.
- Winona – Mrs. Cauldron unokahúga, elrabolta Jon-t, később Doki Bátyót és össze akart velük házasodni, de később jó útra tért és egy herceghez ment hozzá.
- Rupert – A "Steve's Comics" nevű képregénybolt tulajdonosa.
- Angelica – Vito barátnője.
- Kiszállító fiú – Vito kiszállító fiúja, aki az ételeket házhoz szállítja.
- Grafton polgármester – Garfield-ék városának korrupt polgármestere volt, hogy több pénzt szerezhessen törvénybe hozta, hogy jól kell bánni a cicákkal. A terve miatt börtönbe került. Szeret zebra jelmezbe öltözni.
- Webster – Egy programozó.
- Tudósítónő – Sárga hajú hölgy, aki a hírek felkonferálásával foglalkozik.
- Sellők – Három sellő, akiknek borzalmas énekhangjuk van.
- Menő Benő / Komisz Mama – Kövér, mexikói kalapot viselő férfi, aki pocsék, de jól kereső pizzériát nyit, ezért Vito pizzériája majdnem csődbe ment.
- Miss Shimdlap – Garfield-ék szomszédja, egy akadékoskodó hölgy.
- Harvey – Szomszédbéli férfi.

### Epizódszereplők
- Paxton – Mr. Barker pesszimista papagája, aki boldog lett, miután Ubul megnyalta.
- Miss Cicamaca – Dr. Whipple felbérelte, hogy csábítsa el Garfield-ot, de később elmondta Garfield-éknek Dr. Whipple tervét. Heléna barátnője lett.
- Lyman – Régen Ubul gazdája volt, később Ausztráliába ment és az állatokat védte az orvvadászoktól.
- Sir Leo – Egy híres, brit akcentusú macska, pont úgy néz ki, mint Garfield. Sir Leo meg akart szabadulni a rajongóktól és pihenni akart, Garfield pedig ki akarta próbálni a hírességek életét és mivel ugyanúgy néznek ki, kipróbálták egymás életét egy ideig.
- Jonah – Egy fekete macska. Garfield-dal és bárkivel akivel találkozott mind balszerencsés lett, mert a barátnője, Mindy elhagyta, ezért Garfield újra összehozta őket, hogy ő és más ne legyen balszerencsés.
- Fáni – Egy lány elefánt, akit Dr. Whipple az új műsorában mutat be és Fáni engedelmeskedik neki, mert Dr. Whipple megfenyegette, hogy ha nem engedelmeskedik, nem eteti. Garfield és Ubul megszökteti Fánit, az állatkertbe, Dr. Whipple állatbántalmazásért pedig a börtönbe kerül.
- Olga – Egy kövér fagylaltárus, akitől Garfield naponta lopott fagyit. Piszkálták a kövérsége miatt. Aztán eredetileg a múzeumba szállított, Garfield miatt megolvadt ősember barátnője lett.
- Giusseppe Essquissitto – Ő tanította meg Vito-t főzni és sütni. Vito szerint ő csinálja a világ legjobb lasagnáját.
- Kis farkas – Ubul találta az erdőben és titokban hazavitte, ami miatt a kis farkas anyja Garfield-ékat üldözte.
- Anya farkas – A kis farkas anyja.
- Ichabod – Jon és Doki Bátyó rokona, egy bátorsági teszten nézte meg, hogy melyikük örökölje a kastélyát, de mivel mindannyian gyávák voltak senki sem kapta meg a kastélyt.
- Millie / Mildred – Egy számítógépes szoftverprogram, amely hangvezérléssel minden elektromos eszközt működtetni tudott a házban. Szerelmes volt Jon-ba, de féltékeny lett, mert Jon Liz-t szerette. Világuralmat akart.
- Petey / Pitty – Liz anyjának a kanárija, aki szeretne megszökni tőlük. Ez részben Garfield miatt sikerül is, ami miatt Liz apja megkedvelte Jont, mivel ő is utálta Petey-t.
- Chloe / Csipike / Tojgli – A Garfield és barátai  egyik főszereplői. Ebben a sorozatban egy részben jelennek meg. Chloe-n már nincs öltözet, és Tojglinak már nem csak a két lába, hanem már az alsó teste is egészben látható.
- Nick / Petey2 / Pitty2 / Cyntián – Kanári madár, aki amikor a karácsonyi közösségben ünnepel, Liz anyja be szeretné fogadni az új kanáriájának.
- Tino és Gino – Két kandur, testvérek, a Vito étterme melletti sikátorban élnek.
- Samuel W. Underburger – A Garfield-show forgatókönyvírója, aki nem komikus epizódokat írt. Garfield rájön, hogy csak gyermekkorában nevetett, mikor valaki elcsúszott egy banánhéjon, ezért Garfield megpróbálja megnevettetni és sok próbálkozás után újra nevet, mert ő is elcsúszik egy banánhéjon. Ezután vicces epizódokat ír.
- Tyler Edge – Egy fiatal vállalkozó, szereti a jövőt, egyszer Jon rajzaiból egy CGI-s műsort akart csinálni, Garfieldot pedig virtuálisan egy hatalmas, zöld szörnnyé változtatta, ami életre kelt.
- Lester és Chester – Ikerpáros, akik szőke hajú, kék szemű fiúk, narancssárga sildes baseball sapkát hordanak, az egyik elöl, a másik hátul hordja a sapkája napellenzőjét, egy epizódban a szomszédságba költöznek, és Garfield-dal kalózosat, és cowboy-osat (kauboj-osat) akarnak játszani.
- Abigail – Szőke hajú, zöld szemű, szeplős kislány, Mrs. Cauldron unokahúga és Winona unokatestvére.
- Greta – Fekete hajú, fekete szemű, szemüveges, dagadt lány. Szeretett másokat szekálni, de megjavult.
- Celeste Sencler / Celeste Saint Clair / Celeste Saint Claire – Szőke hajú, barna szemű, fiatal énekesnő.
- Spencer Spendington – Egy gazdag, dagadt férfi, akinek egy magánállatkertje van, és nem eteti jól az állatokat. Lecsukják, mert manziai fehér oroszlánt akart az állatkertjébe, ami ritka, és az importálása illegális.
- T3000 – Egy zöld robotsintér, aki minden állatot befogott. Garfield, Ubul és a sintérek egy tervvel megállították. Garfield egy fagyisrobottá változtatta.
- Ricotta – Az első lasagna kém, aki információt keresett Garfieldról.
- Stu – Újonc postás, aki Hermant helyettesíti a vakációja alatt Az új postás epizódban és akin Garfield alkalmazza a postások sikeres zaklatásának 7 fázisát.
- Mr. Sellers – Egy értékesítő, takarítórobotot adott el Jonnak. A takarítórobot zavarta Garfieldot és Ubult.
- Packy – Cin-cin unokatestvére, aki szeret mindent csereberélni. Többek közt emiatt majdnem börtönbe juttatja Jon-t.
- Ratzo – Cin-cin rosszindulatú rokona, aki a rágcsáló lázadás irányítójaként világuralmat akart a patkányoknak.
- Omar – Egy gonosz dzsinn, aki szereti, ha kényeztetik. Garfield egy tervvel visszaküldte a lámpásába.
- Lukretia és Tabita – Ugyanolyanok, mint Drusilla és Minerva. Iker testvérek. Ivy néni ikertestvérének, Esther néninek gyerekei, Jon unokahúgai.
- Esther néni – Ivy néni ikertestvére, gyakorlatilag ugyanúgy néz ki, mint Ivy néni.
- Larrain – Szőke hajú, fekete szemű kislány, szeret fagyizni, van egy fiúbarátja, és szereti nézni A Garfield-showt.
- Angel – Egy kicsi, hófehér, kék szemű macska. Hasonlít Nermal-ra. Gonosz, bajkeverő és kapzsi.

## Magyar változat
A szinkront az RTL Klub (1. évad), majd a Turner Broadcasting System (2. évadtól) megbízásából a Szinkron Systems készítette.
Magyar szöveg: Nagy Péter, Andrássy Sára, Tóth Enikő
Hangmérnök: Hídvégi Csaba
Vágó: Horváth István, Mendre János
Rendezőasszisztens: Szász Andrea
Gyártásvezető: Rába Ildikó, Mészáros Szilvia
Szinkronrendező: Ullmann Gábor, Steiner András
Producer: Kovács Zsolt
Bemondó: Korbuly Péter

### Magyar hangok
Főszereplők
- Kerekes József – Garfield
- Czvetkó Sándor – Jon Arbuckle

További szereplők
- Beregi Péter – Dr. Whipple / Ostor doktor (2. hang)
- Berkes Bence – Nathan
- Berkes Boglárka – Greta
- Bodrogi Attila – Packy
- Bódy Gergely – egyik mosómedve
- Bolla Róbert – Menő Benő (1-2. évad); Boris, hot-dog árus
- Czifra Krisztina – Liz Wilson
- Császár András – kisfiú
- Csuha Lajos – Hermann; Bonkers professzor (42. epizód); öregúr
- Dögei Éva – Abigail
- Egyedi Mónika - Heléna (1-3. évad)
- Elek Ferenc – Cin-cin (Rémes rágcsáló ribillió); Sir Leo
- Faragó András – Harry (199. epizód); Menő Benő (4. évad); Cecile; Giusseppe Essquisitto séf
- Fehér Péter – Harvey
- Fekete Zoltán – Cin-cin
- Forgács Gábor – kormányzó (Rémes rágcsáló ribillió)
- Galbenisz Tomasz – turista
- Garamszegi Gábor – Eddie Gourmand
- Háda János – Doki Bátyó
- Horváth Illés – Nermal (Rémes rágcsáló ribillió)
- Illyés Mari - Esmeralda Brubaker
- Hűvösvölgyi Ildikó – Mrs. Cauldron (2. hang)
- Joó Gábor – Petey
- Kajtár Róbert – Mr. Barker
- Karsai István – Mr.  Bob Wilson, Liz édesapja
- Kapácsy Miklós – Vegyék-vigyék csatorna alkalmazottja; Orloff herceg
- Katona Zoltán – Vito (1-3. évad)
- Kocsis Mariann- Fáni
- Kokas Piroska – Heléna (4. évad)
- Koncz István – Biff
- Laudon Andrea – Drusilla és Minerva
- Maday Gábor – rendőrhadnagy
- Megyeri János – elbeszélő
- Némedi Mari – Ivy néni; Mrs. Cauldron (1. hang)
- Németh Kriszta – Neferkitty
- Pipó László – Nermal
- Renácz Zoltán – Herkules (2. hang); kisfiú
- Roatis Andrea – Mary Margaret (Cin-cin unokahúga)
- Sallai Nóra – Mrs. Görény
- Sági Tímea – Miss Shimdlap
- Szkárosi Márk – Stu
- Törtei Tünde – Angelica
- Vári Attila – Bruno, csillagász
- Zsolnai Júlia - Betty Wilson, Liz édesanyja
- ? – Dr. Whipple / Ostor doktor (1. hang)
- ? – Vito (4. évad)

További magyar hangok: Bessenyei Emma, Bókai Mária, Bogdán Gergő, Holl Nándor, Imre István, Kajtár Róbert, Kassai Károly, Kiss Bernadett, Pálfai Péter, Várday Zoltán

## Epizódok

### Garfield Shorts
A Garfield Shorts 30 másodperces Garfield részeket mutat, amelyekben Garfield például megküzd a pókokkal, az ébresztőrájával, a postással; Garfield és Ubul táncol; mutatnak egy részletet egy Garfield részből stb. Hasonlít a Garfield és barátai Félperces Garfieldjaihoz. Magyarországon a Boomerang vetítette ezeket.

## Nemzetközi sugárzás
| Ország             | Csatorna                             |
| ------------------ | ------------------------------------ |
| Belgium            | RTBF                                 |
| Brazília           | Rede Record, Cartoon Network         |
| Dánia              | DR                                   |
| Egyesült Államok   | Cartoon Network                      |
| Egyesült Államok   | Pippin Dental on CBS                 |
| Egyesült Királyság | Cartoon Network, Boomerang           |
| Finnország         | Cartoon Network, YLE TV2             |
| Franciaország      | France 3, Boomernag                  |
| Indonézia          | MNCTV                                |
| Írország           | RTE                                  |
| Japán              | Cartoon Network                      |
| Kanada             | SRC, YTV                             |
| Kína               | CCTV-14                              |
| Magyarország       | Cartoon Network, RTL Klub, Boomerang |
| Németország        | Cartoon Network, KI.KA               |
| Olaszország        | Cartoon Network                      |
| Portugália         | RTP2, Cartoon Network                |
| Szerbia            | Ultra                                |
| Spanyolország      | Cartoon Network                      |
| Svájc              | TSR                                  |

## Sugárzás
A sorozatot először Franciaországban kezdte vetíteni a France 3 2008. december 22-én. Az epizódokat angol nyelven először az Egyesült Királyságban vetítette a Boomerang 2009. május 5-én.
Magyarországon angol nyelven a Boomerang csatornán vetítették a sorozatot, majd 2011. december 12-től magyar nyelven a Cartoon Networkön és már a Boomerangon is. 2011. december 24-től az RTL Klubon is fut.
Míg a Cartoon Network az első évad első 10 részét vetítette le, a Boomerang pedig csak részben magyarul, az RTL Klub minden részt magyarul vetítette le. Az első évad utolsó részét 2012. március 13-án adták le. A sorozat első 48 részét kiadták Magyarországon 8 DVD-n, amikből aztán 2 díszdobozos kiadást is csináltak.